# Superettan de 2008
A temporada de 2008 da Segunda Divisão do Campeonato Sueco de Futebol, denominada oficialmente de Superettan, foi disputada entre abril e outubro do mesmo ano. O campeão foi o Örgryte IS e o vice-campeão foi o
BK Häcken.
Estes dois clubes juntamente com o IF Brommapojkarna fora promovidos para a primeira divisão na temporada seguinte.